# Kamen Rider Kiva
Kamen Rider Kiva (仮面ライダーキバ Kamen Raidā Kiba?) es el título de la 18.ª temporada de la franquicia Kamen Rider producida por  Toei Company. Su lanzamiento se realizó el 27 de febrero de 2008 luego del final de Kamen Rider Den-O. Hace parte del bloque de superhéroes de la cadena TV Asahi junto con Engine Sentai Go-onger. La serie tiene un tema de película de horror, siendo Kamen Rider Kiva un vampiro. El primer episodio de la serie comienza con una conmemoración de la serie en honor al septuagésimo aniversario de nacimiento de  Shōtarō Ishinomori. El eslogan de la temporada es "¡Despierta! ¡¡Rompe las cadenas del destino!!" (覚醒（ウェイクアップ）! 運命（さだめ）の鎖を解き放て!! Weiku appu! Sadame no kusari o tokihanate!!?)

## Argumento
Veintidós años después de la desaparición de su padre, Wataru Kurenai vive en una infame "casa embrujada" donde está destinado como Kamen Rider Kiva para luchar contra monstruos que succionan la vida llamados Fangires, la misma raza con que su padre peleó años atrás antes de su desaparición. Wataru también debe lidiar con Kamen Rider Ixa, que es parte de una organización que busca destruir la amenaza Fangire, así como con el propio Rider de los Fangires, Kamen Rider Saga. La historia se divide entre las acciones de Wataru junto con Keisuke Nago (como Kamen Rider Ixa) y la cazadora Megumi Aso luchando con los Fangires para evitar muertes en el presente (2008-09) y su padre Otoya Kurenai y la madre de Megumi, Yuri (también una cazadora) junto el Wolfen Garulu y con el primer Ixa en el pasado (1986-87), revelando lentamente el vínculo entre la raza Fangire y Kiva.

## Personajes

### Riders
- Wataru Kurenai (紅 渡 Kurenai Wataru?)/Kamen Rider Kiva (仮面ライダーキバ Kamen Raidā Kiba?):  es un tímido joven que nunca miente, con una extraña obsesión por la higiene y el convencimiento de que él es "alérgico al mundo". Trabaja en un taller que continúa con el legado de su padre en el arte de hacer violínes, y con el objetivo de hacer el violín perfecto usando extraños métodos para ello, siendo su misma madre un Fangire. De tal modo, se acompaña de Kivat para combatir a la raza Fangire en su intento de proteger a la humanidad.
- Keisuke Nago (名護 啓介 Nago Keisuke?)/Kamen Rider Ixa (仮面ライダーイクサ Kamen Raidā Ikusa?): es un miembro élite de los cazadores de Fangire, trabaja capturando criminales y como recuerdo de ello se queda con un botón de los mismos. Posee un intenso odio por Kiva, pero al pasar el correr del tiempo Nago se entera de que Kiva es Wataru por lo que su rencor y odio desaparecen ya que no encuentra que Kiva sea una amenaza para el mundo ni para el mismo. Su rechazo a admitir sus debilidades lo ha colocado en varios problemas hasta que admite poseerlas.
- Taiga Nobori (登 太牙 Nobori Taiga?)/Kamen Rider Saga (仮面ライダーサガ Kamen Raidā Saga?)/Kamen Rider Dark Kiva (仮面ライダーダークキバ Kamen Raidā Dāku Kiba?): Taiga nació antes de 1986 como el primer hijo nacido de los Fangires. Él recibiría el título de Rey en la infancia después de la muerte de su padre antes de que su madre lo ocultara para ser criado por Mamoru Shima como un niño, usando un guante sobre su mano para ocultar su marca de nacimiento. Cuando era niño se encontró con Wataru Kurenai y los dos se convierten en buenos amigos hasta que Taiga desapare. Junto con el aprendizaje de su verdadera naturaleza como el descendiente Fangire del anterior Rey, Taiga desarrolló un desdén por los humanos mientras ataca a Shima, dejando cicatrices en la espalda de su padre adoptivo antes de irse. Como el Rey actual, Taiga tiene la intención de evitar que el progreso de la humanidad avance hasta convertirse en un problema para Fangires. A pesar de que actúa en calma, es una tapadera, ya que ve su matrimonio con Mio como absoluto y está devastado al saber de su relación con su mejor amigo.Taiga se niega y en cambio le da a Wataru una invitación para la boda entre él y Mio, y le explica que él es demasiado débil para protegerla. Sin embargo, las tensiones aumentan más cuando él y Mio descubren que Wataru es quien heredó el poder de su padre como Kiva. Después de conocer la ubicación de su madre, Taiga aprende de ella su relación biológica con Wataru como su medio hermano.

### Aliados
- Shizuka Nomura (野村 静香 Nomura Shizuka?): es una niña preadolescente que se muestra como una figura maternal para Wataru permitiéndole vencer su timidez, al tiempo que él mismo le enseña a tocar el violín. Ella se muestra celosa en ciertas ocasiones por el contacto de Wataru con otras mujeres. Ella es una de las pocas personas que conoce acerca de la existencia de Kivat.
- Kengo Eritate (襟立 健吾 Eritate Kengo?) es un guitarrista y vocalista independiente que habla el Dialecto Kansai. Si bien tiene una banda llamada IKEMENS (イケメンズ Ikemenzu?) los otros miembros se cansaron de su carácter y se retiraron. Luego de ello, él consigue que Wataru y Shizuka se unan a él para formar los nuevos IKEMENS, él y Wataru se hacen los mejores amigos, más adelante es pupilo de Nago, y se une junto a Wataru a la organización Aozora como miembros sustitutos.
- Mio Suzuki (鈴木 深央 Suzuki Mio?): es una chica mansa y torpe nacida en 1989 que se enamoró de Wataru Kurenai. Su destino se entrelaza con Wataru cuando se da cuenta de que es el medio hermano menor de Taiga. Finalmente, al estar comprometida con Taiga, sus sentimientos por Wataru, a pesar de ser correspondidos, se convierten en un problema para Taiga, quien también la ama genuinamente más allá del hecho de que se trata de un matrimonio arreglado.
- Kivat-Bat III (キバットバットⅢ世 Kibattobatto Sansei?) es el tercero en la Familia Kivat-Bat (キバットバット家 Kibattobatto Ke?) y el inseparable compañero y amigo de Wataru; llamado "Kivat" en su forma corta, tiende a tener una amarga actitud. Él posee una técnica de lucha llamada Corte Kivat  (キバットカッター Kibatto Kattā?) la cual realiza con sus Alas Kivat (キバットウイング Kibatto Uingu?). Forma un equipo con Wataru al brindarle sus poderes de Kiva, mediante la Fuerza Activa (アクティブフォース Akutibu Fōsu?) la cual transmite a través de sus Colmillos Activos (アクティブファング Akutibu Fangu?). A continuación Kivat se posiciona en el Cinturón Kivat (キバットベルト Kibatto Beruto?), permitiendo a su compañero mitad humano mitad fangire transformarse mediante la Fuerza Activa.
- Megumi Aso (麻生 恵 Asō Megumi?) es la famosa modelo hija de Yuri. Como cazadora de Fangire, ella conoce a Wataru y desarrolla un vínculo con él al ayudarlo a superar su supuesta alergia sin saber que se trata de Kamen Rider Kiva. Su arma es una pequeña pistola que dispara balas a altas velocidades y que también dispara una cadena similar a la Espada Serpiente de su madre, al final de la serie se casa con Nago. Parece padecer la misma cinofobia que su madre.
- Otoya Kurenai (紅 音也 Kurenai Otoya?) es el padre de Wataru, es un casanova que se retiró de ser violinista profesional por razones desconocidas. Accidentalmente interfiere con la misión de Yuri y resulta envuelto en los asuntos de su grupo. Cuando nadie se encuentra a su alrededor Otoya hace gala de sus grandes habilidades de lucha. Es capaz también de razonar con los Fangire, convenciendolos de no lastimar a los humanos. En algún momento de sus batallas contra los Fangire, Otoya cae enamorado de Maya, la reina Fangire, cosa que hace enfurecer a King, Otoya se ve obligado a usar el poder de Dark Kiva que, con ayuda de Wataru del futuro, logra vencerlo pero al saber que el poder de Dark Kiva solo puede ser usado por un Fangire, esto le produce la muerte. El único objeto que le hereda a Wataru es su violín llamado Rosa Sangrienta, el cual elaboró con sus propias manos.
- Yuri Aso (麻生 ゆり Asō Yuri?) es la fundadora de las cazadoras de Fangire. Odia profundamente a los Fangire a los que se refiere como "Errores de Dios", siendo uno de ellos el que asesinó a su madre. Yuri es cinofóbica, su arma consiste en dos barras que se unen para crear una espada llamada Espada Serpiente la cual puede crecer bastante a pesar de su tamaño. En el 2008, Yuri muere y es enterrada junto a su madre.
- Mamoru Shima (嶋 護 Shima Mamoru?) Es un misterioso multimillonario presidente de la Maravillosa Organización Aozora (素晴らしき青空の会 Subarashiki Aozora no Kai?) que funda a los cazadores de Fangire. Es testigo de los eventos en ambas épocas y sirve como unión en la brecha de 22 años.
- Monstruos Arm (アームズモンスター Āmuzu Monsutā?): que como los Fangire devoran humanos, sin embargo, ellos buscan venganza del Clan Fangire por haber eliminado a sus razas. Ellos son considerados los aliados de Kiva; Kivat los considera como armas en vez de seres vivos. Luego de ser sellados por King en su forma Dark Kiva, sus cuerpos se volvieron armas y fueron ubicados en el Castillo Doran hasta que sean necesitados de nuevo. Ellos le permiten a Kiva acceder a nuevos poderes, así como una forma particular de comportamiento.
  - Garulu (ガルル Garuru?) es violento e impulsivo en personalidad, el último superviviente del Clan Wolfen (ウルフェン族 Urufen Zoku?) de  Hombres Lobo análogo al Clan Fangire, los cuales usan sus colmillos para succionar el alma de los humanos antes de comérselos. En la forma humana de Jiro (次狼 Jirō?), Garulu mira el mundo como un lugar lleno de corrupción y usualmente prefiere estar en el Castillo Doran. En 1986, estaba enamorado de Yuri, al principio veía a Otoya como una molestia pero con el paso del tiempo, forman una amistad la cual le impide acabar a Otoya cuando King lo obliga para salvarse. Su objetivo eea revivir el Clan Wolfen con Yuri como su esposa. Para tal fin, se une a los Cazadores de Fangire y se convierte en la primera persona en usar el sistema IXA. Eventualmente, Jiro hace una promesa con Otoya y ahora ayuda a Wataru en el 2008, prestándole sus poderes
  - Bassha (バッシャー Basshā?) es el último superviviente del Clan Merman (マーマン族 Māman Zoku?) de  Tritones análogo al Clan Fangire. Puede disparar burbujas de agua presurizadas de su boca. Basshaa asume la forma de un niño de 13 años llamado Ramón (ラモン Ramon?). En 1986, vive en la sociedad humana como lustrabotas. Eventualmente, Ramón hace una promesa con Otoya y ahora ayuda a Wataru en el 2008, prestándole sus poderes.
  - Dogga (ドッガ Dogga?) es el último superviviente del Clan Franken (フランケン族 Furanken Zoku?) de Frankensteins análogos al Clan Fangire con una fuerza imbatible. Asume una forma humana llamada Riki (力 Riki?), que en 1986, vive en la sociedad humana trabajando como masajista. Evenntualmente, Riki realiza una promesa con Otoya y ahora ayuda a Wataru en el 2008, prestándole sus poderes

### Villanos
- Clan Fangire (ファンガイア族 Fangaia Zoku?): Monstruos vampiros compuestos de vidrio que se alimentan de la Energía Vital de los humanos para sobrevivir, empleando sus tentáculos o colmillos etéreos. Los miembros de la Raza Fangire pueden asumir formas humanas para esconderse dentro de la sociedad cotidiana y alimentarse en secreto, revelando sus formas cuando su piel adopta un patrón de vitrales. Cuando la Energía Vital de un humano es robada por sus colmillos, la víctima se vuelve transparente como el cristal; y en algunos casos, el cuerpo se romperá al tocarlo. Un Fangire puede al menos vivir hasta tres veces más que un humano, salvo que sea asesinado. Tras una muerte natural, el cuerpo físico del monstruo se rompe como el cristal y se derrumba en un montón. 
  - King (キング Kingu?): Es referido como el primer Dark Kiva, el señor de todos los Fangires y el Kiva original que fue una amenaza para la humanidad en su tiempo. Estaba muy orgulloso de su estado de Fangire, y se mostró ofendido cuando un humano como Otoya usó los poderes de Dark Kiva para sí mismo y también fue elegido por la propia Maya. Además de ser una persona de corazón frío, el Bat Fangire acostumbraba herir emocional y físicamente a sus oponentes antes de matarlos, revelando un lado retorcido. Incluso llegó a amenazar a Maya con la vida de su propio hijo.
  - Maya (真夜 Maya?): Madre de Wataru y Taiga y anterior reina. Sus poderes son similares a los de Kiva ya que puede convertir el día en noche con una luna roja como sangre en el fondo y teletransportarse en pétalos de rosa negra. Debido a su estatus, Maya está a cargo de ejecutar cualquier Fangire que traiciona a su especie. Vivió durante siglos, conoció a Antonio Stradivari y Antonio Vivaldi y se convirtió en su discípula, ganándose la admiración por su genio y su amor por el arte humano. Después de la muerte de Vivaldi, Maya no encontró otro ser humano como él hasta que se cruza con Otoya, cuestionando su misión y el concepto de amor. Como resultado, mientras acompañaba a Otoya mientras él estaba amnésico, comienza a cuestionar a la humanidad. Después de conocerlo un par de veces, Maya comenzó a entender lentamente a Otoya, quien a su vez se volvió más cercano a ella.
  - Rook (ルーク Rūk?): es de quien juró vengarse Yuri Aso por el asesinato de su madre, además de haber matado a casi toda la raza Wolfen. Debido al aburrimiento, Rook ideó su propio juego personal: el "Juego del tiempo". En un juego de tiempo, se alimenta de un grupo selecto de personas dentro de un límite de tiempo, si no logra el número deseado se autocastiga con una descarga eléctrica lo suficientemente fuerte como para matar a un humano. Sin embargo, si se las arregla para tener éxito en la cantidad correcta de víctimas dentro de su juego, se recompensa con helado.
  - Bishop (ビショップ Bishoppu?): Su tarea como un Fangire de élite es supervisar el progreso de todos los demás Fangires y su conducta moral, juzgando a aquellos que son traidores con sus absolutas leyes, tales como tener relaciones con humanos. Puede disparar llamas azules de su mano mientras está en forma humana. En su forma de Fangire puede exhalar una nube de polvo de escamas explosivas y teletransportarse disolviéndose en ella.

## Episodios
Cada título de episodio está formado por una palabra relativa a la música y una frase describiendo el episodio separada por un signo musical. Desde el episodio 2º en adelante, Kivat comienza cada episodio con un dato musical interesante.
1. Destino: Despierta! (運命・ウェイクアップ！ Unmei: Weiku Appu!?)
2. Suite: Padre/Hijo Violín (組曲・親子のバイオリン Kumikyoku: Oyako no Baiorin?)
3. Heroico: Cazador Perfecto (英雄・パーフェクトハンター Eiyū: Pāfekuto Hantā?)
4. Ensueño: Azul Salvaje (夢想・ワイルドブルー Musō: Wairudo Burū?)
5. Dúo: Pánico Acechante (二重奏・ストーカーパニック Nijūsō: Sutōkā Panikku?)
6. Replay: Los Humanos son Música (リプレイ・人間はみんな音楽 Ripurei: Ningen wa Minna Ongaku?)
7. Himno: Tres Estrellas del Ciclo Completo de Obscuridad (讃歌・三ツ星闇のフルコース Sanka: Mitsuboshi Yami no Furukōsu?)
8. Alma: Castillo Dragón, Enfurecido (ソウル・ドラゴン城、怒る Sōru: Doragon-jō, Ikaru?)
9. Sinfonía: Ixa, puño encendido (交響・イクサ・フィストオン Kōkyō: Ikusa, Fisuto On?)
10. Danza del sable: Vidriosa Melodía (剣の舞・硝子のメロディ Tsurugi no Mai: Garasu no Merodi?)
11. Rolling Stone: Puerta de Sueños (ローリングストーン・夢の扉 Rōringu Sutōn: Yume no Tobira?)
12. Primera Vida: Velocidad Dorada (初ライブ・黄金のスピード Hatsu Raibu: Ōgon no Supīdo?)
13. Sin Concluir: Pelea de Papá (未完成・ダディ・ファイト Mikansei: Dadi Faito?)
14. Pompa y Circunstancia: El Poderoso Ojo Púrpura (威風堂々・雷撃パープルアイ Ifū Dōdō: Raigeki Pāpuru Ai?)
15. Resurrección: Checkmate Four (復活・チェックメイトフォー Fukkatsu: Chekkumeito Fō?)
16. Reproductor: Las reglas de la crueldad (プレイヤー・非情のルール Pureiyā: Hijō no Rūru?)
17. Lección: Mi Camino (レッスン・マイウェイ Ressun: Mai Wei?)
18. Cuarteto: Escucha La Voz de tu Corazón (カルテット・心の声を聴け Karutetto: Kokoro no Koe o Kike?)
19. Fusión: Tormenta de Aura (フュージョン・オーラの嵐 Fyūjon: Ōra no Arashi?)
20. Nocturno: El Mesías Amoroso (夜想曲・愛の救世主 Yasōkyoku: Ai no Kyūseishu?)
21. Rapsodia: El Destino del Anillo (ラプソディー・指輪の行方 Rapusodī: Yubiwa no Yukue?)
22. Obertura: Intersección Fatídica (序曲・運命の交差点 Jokyoku: Unmei no Kōsaten?)
23. Variación: Fugitivos por Siempre (変奏曲・永遠の逃亡者 Hensōkyoku: Eien no Tōbōsha?)
24. Emperador: Fiebre Dorada (皇帝・ゴールデンフィーバー Kōtei: Gōruden Fībā?)
25. Fanfarria: El Despertar de la Reina (ファンファーレ・女王の目醒め Fanfāre: Joō no Mezame?)
26. Metrónomo: Memoria Milagrosa (メトロノーム・記憶のキセキ Metoronōmu: Kioku no Kiseki?)
27. 80's: Creciente Disgusto Azul (80’s・怒れるライジングブルー Eitīzu: Ikareru Raijingu Burū?)
28. Dedicatoria:[Notas 1] Batalla que altera el tiempo (リクエスト・時を変える戦い Rikuesuto: Toki o Kaeru Tatakai?)
29. Cuando los santos van a marchar: yo soy el rey ((聖者の行進・我こそキング Seija no Kōshin: Ware koso Kingu?)
30. Levantamiento de cortinas: la identidad de Kiva (開演・キバの正体 Kaien: Kiba no Shōtai?)
31. Aplausos: Transformación dedicada a la madre (喝采・母に捧げる変身 Kassai: Haha ni Sasageru Henshin?)
32. Nuevo mundo: otro Kiva (新世界・もう一人のキバ Shinsekai: Mō Hitori no Kiba?):
33. Supersónico: La lucha de Saga (スーパーソニック・闘いのサガ Sūpāsonikku: Tatakai no Saga?)
34. Ruido: Melodía de destrucción (ノイズ・破壊の旋律 Noizu: Hakai no Senritsu?)
35. Nuevo arreglo: Rosa voladora (ニューアレンジ･飛翔のバラ Nyū Arenji: Hishō no Bara?)
36. Revolución: Leyenda de espada (革命・ソードレジェンド Kakumei: Sōdo Rejendo?)
37. Triángulo: Decapita al rey (トライアングル・キングが斬る Toraianguru: Kingu ga Kiru?)
38. Diablo: Reunión de madre e hijo (魔王・母と子の再会 Maō: Haha to Ko no Saikai?)
39. Grito: Hermano apuntado (シャウト・狙われた兄弟 Shauto: Nerawareta Kyōdai?)
40. Encore: Nago Ixa regresa explosivamente (アンコール・名護イクサ爆現 Ankōru: Nago Ikusa Bakugen?)
41. Canción de cuna: Libera el corazón (ララバイ・心を解き放て Rarabai: Kokoro o Tokihanate?)
42. El Poder del Amor: La ira del Rey (パワー・オブ・ラブ・王の怒り Pawā Obu Rabu: Ō no Ikari?)
43. Marcha nupcial: Tiempo de despedida (結婚行進曲・別れの時 Kekkon Kōshinkyoku: Wakare no Toki?)
44. Punk:De vuelta al padre (パンク・バックトゥ・ファーザー Panku: Bakku Tu Fāzā?)
45. Contigo: Transformación final (ウィズユー・最後の変身 Wizu Yū: Saigo no Henshin?)
46. Punto final: Adiós, Otoya (終止符・さらば音也 Shūshifu: Saraba Otoya?)
47. Rompe la cadena:[Notas 2] ¡Obedéceme! (ブレイク・ザ・チェーン・我に従え！ Bureiku za Chēn: Ware ni Shitagae!?)
48. Finale: Los herederos de Kiva (フィナーレ・キバを継ぐ者 Fināre: Kiba o Tsugu Mono?)

### Películas
- Kamen Rider Den-O & Kiva: Climax Deka (劇場版　仮面ライダー電王＆キバ　クライマックス刑事（デカ） Gekijōban Kamen Raidā Den'ō ando Kiba Kuraimakkusu Deka?):
- Kamen Rider Kiva: King of the Castle in the Demon World (劇場版 仮面ライダーキバ 魔界城の王 Gekijōban Kamen Raidā Kiba Makaijō no Ō?): Estrenada el 9 de agosto de 2008
- Kamen Rider Kiva: You Can Also be Kiva (仮面ライダーキバ キミもキバになろう Kamen Raidā Kiba: Kimi mo Kiba ni Narō?): Especial para video. Estreando el 1 de septiembre

## Reparto
- Wataru Kurenai: Koji Seto
- Keisuke Nago: Keisuke Katō
- Taiga Nobori: Shouma Yamamoto
- Shizuka Nomura: Rina Koike
- Kengo Eritate: Kouhei Kumai
- Mio Suzuki: Yuria Haga
- Kivat-Bat III: Tomokazu Sugita
- Megumi Aso: Nana Yanagisawa
- Otoya Kurenai: Kouhei Takeda
- Yuri Aso: Yu Takahashi
- Mamoru Shima: Kazuhiko Kanayama
- Garulu: Kenji Matsuda
- Basshaa: Yuuki Ogoe
- Dogga: Eiji Takigawa
- King: Shinya Niiro
- Maya: Saki Kagami
- Rook: Tomohide Takahara
- Bishop: Mitsu Murata
- Ryo Itoya: Yuta Nakano
- Mitsuhide Aso: Masei Nakamaya
- Masao Kurenai: Kouhei Takeda
- Narrador: Tomokazu Sugita

## Temas musicales

### Tema de entrada
- "Break The Chain"
  - Letra: Shōko Fujibayashi
  - Composición: Shuhei Naruse
  - Arreglos: Shuhei Naruse
  - Intérprete: Tourbillon

### Tema de cierre
- "Destiny's Play"
  - Letra: Shōko Fujibayashi
  - Composición: NKMD
  - Arreglos: Shuhei Naruse
  - Intérprete: TETRA-FANG